# 미하일 칼리닌
미하일 이바노비치 칼리닌(러시아어: Михаи́л Ив́анович Кали́нин, 1875년 11월 19일(율리우스력 11월 7일)~1946년 6월 3일)은 러시아의 혁명가이자 소련의 정치가이다.
1889년 상트페테르부르크로 와 철강 노동자가 되었고, 1898년 러시아 사회민주노동당(РС-ДРП)에 가입했다. 1919년부터 1938년까지 명목상 국가원수(國家元首)인 전연방 집행위원회 공동의장을 거쳐, 1939년부터 1946년까지 역시 명목상의 국가원수인 최고소비에트 간부회 의장을 지냈다.
그는 1919년부터 1925년까지 후보 정치국원이었으며, 1925년에 정치국원으로 승격하여 그가 사망할 때까지 그 자리에 있었다. 러시아의 도시 칼리닌그라드는 그의 이름을 딴 것이다.